# ICAO空港コードの一覧/V
ICAOコードによる空港の一覧：A - B - C - D - E - F - G - H - I - J - K（KA - KG - KN） - L - M - N - O - P - Q - R - S - T - U - V - W - X - Y - Z
この一覧では次のような形式で列挙する。
- ICAOコード（IATAコード）– 空港名 – 空港の所在地

## VA VE VI VO - インド
カテゴリと一覧も参照

### VA - ムンバイ地区 (VABF)
- VAAH (AMD) - アフマダーバード空港 - アフマダーバード
- VAAK (AKD) - アコラ空港（英語版） - アコラ（英語版）
- VAAU (IXU) - チカルサーナ空港 - アウランガーバード
- VABB (BOM) - チャットラパティー・シヴァージー国際空港 - ムンバイ
- VABI (PAB) - ビラースプル空港（英語版） - ビラースプル
- VABJ (BHJ) - ブジ空港（英語版） - ブジ, グジャラート州
- VABO (BDQ) - ヴァドーダラー空港（英語版） / ヴァドーダラー空軍基地 - ヴァドーダラー
- VABP (BHO) - ボーパール空港（英語版） - ボーパール
- VABV (BHU) - バーヴナガル空港（英語版） - バーヴナガル
- VADN (NMB) - ダマン空港（英語版） - ダマン
- VAGN (GUX) - グナ空港 - グナ（英語版）
- VAID (IDR) - Devi Ahilyabai Holkar International Airport（英語版） - インドール
- VAJB (JLR) - ジャバルプル空港（英語版） - ジャバルプル
- VAJJ       - Juhu Aerodrome（英語版） - ムンバイ
- VAJL      - Jalgaon Airport（英語版） - Jalgaon（英語版）
- VAJM (JGA) - ジャームナガル空港（英語版） / ジャームナガル空軍基地 - ジャームナガル
- VAKD       - Khandwa Airport（英語版） - Khandwa（英語版）
- VAKE (IXY) - Kandla Airport（英語版） - Gandhidham（英語版） / Kandla（英語版）
- VAKJ (HJR) - カジュラーホー空港（英語版） - カジュラーホー
- VAKP (KLH) - コールハープル空港（英語版） - コールハープル
- VAKS (IXK) - Keshod Airport（英語版） - Keshod（英語版）
- VALT (LTU) - ラートゥール空港（英語版） - ラートゥール
- VAND (NDC) - ナーンデード空港（英語版） - ナーンデード
- VANP (NAG) - Dr. Babasaheb Ambedkar International Airport（英語版） / Sonegaon Air Force Base - ナーグプル
- VANR       - Gandhinagar Airport（英語版） - ナーシク
- VAOZ (ISK) - Ozar Airport（英語版） - ナーシク
- VAPO (PNQ) - プネー空港（英語版） / Lohegaon Air Force Base - プネー
- VAPR (PBD) - ポールバンダル空港（英語版） - ポールバンダル
- VARG (RTC) - Ratnagiri Airport（英語版） - Ratnagiri（英語版）
- VARK (RAJ) - ラージコート空港（英語版） - ラージコート
- VARP (RPR) - ラーイプル空港（英語版） - ラーイプル
- VASL (SSE) - ソーラープル空港（英語版） - ソーラープル
- VASU (STV) - スーラト空港（英語版） - スーラト
- VAUD (UDR) - ウダイプル空港（英語版） - ウダイプル

### VE - コルカタ地区 (VECF)
- VEAN (IXV) - Along Airport（英語版） - Along, Arunachal Pradesh（英語版）
- VEAT (IXA) - アガルタラ空港 - アガルタラ
- VEAZ       - Turial Air Force Base - アイゾール
- VEBA       - Behala Airport（英語版） - Behala（英語版） - コルカタ
- VEBD (IXB) - Bagdogra Airport（英語版） / Bagdogra Air Force Base（英語版） - Bagdogra（英語版） / シリグリ
- VEBG (RGH) - Balurghat Airport（英語版） - Balurghat（英語版）
- VEBI (SHL) - シロン空港 - シロン
- VEBS (BBI) - ビジュー・パトナイク国際空港 - ブバネーシュワル
- VECA       - Chabua Air Force Base（英語版） - Dibrugarh（英語版）
- VECC (CCU) - ネータージー・スバース・チャンドラ・ボース国際空港 - コルカタ
- VECK       - Chakulia Airport（英語版） - Chakulia（英語版）
- VECO (COH) - クーチ・ビハール空港（英語版） - クーチ・ビハール
- VEDB (DBD) - ダンバード空港（英語版） - ダンバード
- VEDZ (DEP) - Daporijo Airport（英語版） - Daporijo（英語版）
- VEGK (GOP) - ゴーラクプル空軍基地 - ゴーラクプル
- VEGT (GAU) - グワーハーティー国際空港 - グワーハーティー
- VEGY (GAY) - Gaya Airport（英語版） - Gaya, India（英語版）
- VEHK       - Hirakud Airstrip（英語版） - Hirakud（英語版）
- VEIM (IMF) - インパール空港 - インパール
- VEJH       - Jharsuguda Airport（英語版） - Jharsuguda（英語版）
- VEJP (PYB) - ジャイプル空港（英語版） - ジャイプル
- VEJS (IXW) - Sonari Airport（英語版） - ジャムシェードプル
- VEJT (JRH) - ジョールハート空軍基地 - ジョールハート
- VEKM (IXQ) - Kamalpur Airport（英語版） - Kamalpur（英語版）
- VEKR (IXH) - Kailashahar Airport（英語版） - Kailasahar（英語版）
- VEKU (IXS) - Silchar Airport（英語版） - Silchar（英語版）
- VEKW (IXN) - Khowai Airport（英語版） - Khowai（英語版）
- VELP (AJL) - Lengpui Airport（英語版） - アイゾール
- VELR (IXI) - Lilabari Airport（英語版） - Lakhimpur district（英語版）
- VEMH (LDA) - Malda Airport（英語版） - Malda（英語版）
- VEMN (DIB) - Dibrugarh Airport（英語版） - Dibrugarh（英語版）
- VEMR (DMU) - ディマプル空港（英語版） - ディマプル
- VEMZ (MZU) - ムザッファルプル空港（英語版） - ムザッファルプル
- VEPG (IXT) - Pasighat Airport（英語版） - Pasighat（英語版）
- VEPH       - Panagarh Airport（英語版） - Panagarh（英語版）
- VEPT (PAT) - Lok Nayak Jayaprakash Airport（英語版） - パトナ
- VEPU - Purnea Airport（英語版） - Purnia（英語版）
- VEPY - パキョン空港 - シッキム州ガントク
- VERC (IXR) - ビルサ・ムンダ空港 - ラーンチー
- VERK (RRK) - Rourkela Airport（英語版） - Rourkela（英語版）
- VERL       - Raxaul Airport（英語版） - Raxaul（英語版）
- VERU (RUP) - Rupsi Airport（英語版） - Rupsi（英語版）
- VETJ (TEI) - Tezu Airport（英語版） - Tezu（英語版）
- VETZ (TEZ) - Tezpur Airport（英語版） - Tezpur（英語版）
- VEVZ (VTZ) - ヴィシャーカパトナム空港 - ヴィシャーカパトナム
- VEZO (ZER) - Ziro Airport（英語版） -  Ziro（英語版）

### VI - デリー地区 (VIDF)
- VIAG (AGR) - アーグラ空港（英語版） / アーグラ空軍基地（英語版） - アーグラ
- VIAL (IXD) - Bamrauli Air Force Base（英語版） - イラーハーバード
- VIAM       - アンバーラー空軍基地（英語版） - アンバーラー
- VIAR (ATQ) - アムリトサル国際空港 - アムリトサル
- VIAX       - Adampur Air Force Base - Adampur（英語版） / ジャランダル
- VIBK (BKB) - Nal Air Force Base - ビーカーネール
- VIBL       - No. 35 Squadron, Indian Air Force（英語版） - バレーリー
- VIBN (VNS) - ラール・バハードゥル・シャーストリー空港 - ワーラーナシー
- VIBR (KUU) - Bhuntar Airport（英語版） - Kullu（英語版） / Manali, Himachal Pradesh（英語版）
- VIBT (BUP) - Bhisiana Air Force Base - Bathinda（英語版）
- VICG (IXC) - チャンディーガル空港（英語版） - チャンディーガル
- VICX       - Chakehri Air Force Station（英語版） - カーンプル
- VIDD       - Safdarjung Airport（英語版） - ニューデリー
- VIDN (DED) - Jolly Grant Airport（英語版） - デヘラードゥーン
- VIDP (DEL) - インディラ・ガンディー国際空港 - ニューデリー
- VIGG (DHM) - Gaggal Airport（英語版） - Kangra, Himachal Pradesh（英語版） / ダラムシャーラー
- VIDX       - Hindon Air Force Base（英語版） - ガーズィヤーバード
- VIGR (GWL) - グワーリヤル空港（英語版） / Maharajpur Air Force Base - グワーリヤル
- VIHR (HSS) - Hissar Airport - Hisar, India（英語版）
- VIJN       - ジャーンシー空港（英語版） - ジャーンシー
- VIJO (JDH) - ジョードプル空港（英語版） / ジョードプル空軍基地 - ジョードプル
- VIJP (JAI) - ジャイプル空港（英語版） - ジャイプル
- VIJR (JSA) - ジャイサルメール空港（英語版） - ジャイサルメール
- VIJU (IXJ) - ジャンムー空港（英語版） - ジャンムー
- VIKA (KNU) - カーンプル空港（英語版） - カーンプル
- VIKO (KTU) - コーター空港（英語版） - コーター
- VILD (LUH) - Sahnewal Airport（英語版） - ルディヤーナー
- VILH (IXL) - Leh Kushok Bakula Rimpochee Airport（英語版） - レー
- VILK (LKO) - Amausi Airport（英語版） - ラクナウ
- VIPK (IXP) - Pathankot Airport（英語版） - Pathankot（英語版）
- VIPT (PGH) - Pantnagar Airport（英語版） - パントナガル / Nainital（英語版）
- VISM (SLV) - シムラー空港（英語版） - シムラー
- VISR (SXR) - シュリーナガル国際空港（英語版） / シュリーナガル空軍基地 - シュリーナガル
- VIST (TNI) - Satna Airport（英語版） - Satna（英語版）
- VISX - Sirsa Air Force base - Sirsa, Haryana（英語版）
- VIUT       - Uttarlai Airport - Uttarlai
- VIUX       - Udhampur Air Force Base - Udhampur（英語版）

### VO - チェンナイ地区 (VOMF)
- VOAR       - INS Rajali（英語版） Arakkonam Air Base（英語版） - Arakkonam（英語版）
- VOBI (BEP) - ベッラーリ空港（英語版） - ベッラーリ
- VOBL (BLR) - ケンペゴウダ国際空港 - バンガロール
- VOBG       - HAL バンガロール空港 - バンガロール
- VOBM (IXG) - ベルガウム空港（英語版） - ベルガウム
- VOBR       - ビーダル空軍基地 - ビーダル
- VOBZ (VGA) - ヴィジャヤワーダ空港（英語版） - ヴィジャヤワーダ
- VOCB (CJB) - コーヤンブットゥール国際空港 - コーヤンブットゥール
- VOCC       - INS Garuda（英語版） - コーチ
- VOCI (COK) - コーチン国際空港 - コーチ / Nedumbassery（英語版）
- VOCL (CCJ) - カリカット国際空港 - カリカット
- VOCP (CDP) - カダパ空港（英語版） - カダパ
- VOCX (CBD) - Car Nicobar Air Force Base（英語版） - Car Nicobar（英語版）
- VODG       - Dundigul Air Force Academy（英語版） - ハイデラバード
- VODK       - Donakonda Airport（英語版） - Donakonda（英語版）
- VOGB       - グルバルガ空港（英語版） -グルバルガ
- VOGO (GOI) - Goa International Airport（英語版） / INS Hansa（英語版） - Dabolim（英語版）
- VOHB (HBX) - フブリ空港（英語版） / フブリ空軍基地 - フブリ・ダールワール
- VOHK       - Hakimpet Air Force Station（英語版） - シカンダラーバード
- VOHY (BPM) - ハイデラバード空港  - ハイデラバード
- VOHS (HYD) - ラジーヴ・ガンディー国際空港 - ハイデラバード
- VOMD (IXM) - マドゥライ国際空港 - マドゥライ
- VOML (IXE) - マンガロール国際空港（英語版） - マンガロール
- VOMM (MAA) - チェンナイ国際空港 - チェンナイ
- VOMY (MYQ) - マイソール空港 - マイソール
- VONV (NVY) - Neyvafli Airport - Neyvafli
- VOPB (IXZ) - ヴィール・サーヴァルカル国際空港 - ポートブレア
- VOPC (PNY) - ポンディシェリ空港（英語版） - ポンディシェリ, ポンディシェリ連邦直轄領
- VOPN (PUT) - Sri Sathya Sai Airport（英語版） - プッタパルティ
- VORG (RMD) - Ramagundam airport - Ramagundam（英語版）
- VORY (RJA) - ラージャムンドリー空港（英語版） - ラージャムンドリー
- VOSM (SXV) - セーラム空港（英語版） - セーラム
- VOSX       - Sulur Air Force Base（英語版） - コーヤンブットゥール
- VOTJ       - Tanjore Air Force Base（英語版） - タンジャーヴール
- VOTP (TIR) - Tirupati Airport（英語版） - Tirumala - Tirupati（英語版）
- VOTR (TRZ) - ティルチラーパッリ空港 - ティルチラーパッリ
- VOTV (TRV) - トリヴァンドラム国際空港 - ティルヴァナンタプラム
- VOTX       - Tambaram Air Force Station（英語版） - チェンナイ
- VOVZ - ヴィシャーカパトナム空港 - アーンドラ・プラデーシュ州ヴィシャーカパトナム
- VOWA (WGC) - ワランガル空港（英語版） - ワランガル
- VOYK       - Yelahanka Air Force Station（英語版） - Yelahanka（英語版）

## VC - スリランカ
カテゴリと一覧も参照
- VCBI (CMB) - バンダラナイケ国際空港 - コロンボ
- VCCA (ACJ) - アヌラーダプラ空港 - アヌラーダプラ
- VCCB (BTC) - バッティカロア空港 - バッティカロア
- VCCC (RML) - ラトゥマラナ空港 - コロンボ
- VCCG (ADP/GOY) - アンパーラ空港 - アンパーラ
- VCCJ (JAF) - ジャフナ空港 - ジャフナ
- VCCK (KCT) - コッガラ空港 - ゴール
- VCCN (KTY)- カトゥクルンダ空港 - カルタラ
- VCCT (TRR) - トリンコマリー空港 - トリンコマリー
- VCCV - バブニヤ空港（英語版） - バブニヤ
- VCCW (WRZ) - ウィーラウィラ空港 - ウィーラウィラ
- VCRI (HRI) - マッタラ・ラージャパクサ国際空港 - ハンバントタ

## VD - カンボジア
カテゴリと一覧も参照
- VDBG (BBM) – バタンバン空港（英語版） – バタンバン
- VDDS (DSY) - ダラサコール国際空港 - ココン州
- VDKC (KZK) – コンポンチャム空港（英語版） – コンポンチャム
- VDKH (KZC) – コンポンチュナン空港 – コンポンチュナン州
- VDKK (KKZ) – ココン空港（英語版） – ココン
- VDKT (KTI) – クラチエ空港 – クラチエ
- VDMK       – モンドルキリ空港（英語版） – モンドルキリ州
- VDPP (PNH) – プノンペン国際空港 – プノンペン
- VDRK (RBE) – ラタナキリ空港（英語版） – ラタナキリ州
- VDSA (SAI) - シェムリアップ・アンコール国際空港 - シェムリアップ州
- VDSR (REP) – シェムリアップ国際空港 – シェムリアップ
- VDST (TNX) – ストゥントレン空港（英語版） – ストゥントレン
- VDSV (KOS) – シアヌークビル国際空港 – シアヌークビル

## VG - バングラデシュ
カテゴリと一覧も参照
- VGBR (BZL) - バリサル空港（英語版） - バリサル
- VGCB (CXB) - コックスバザール空港 - コックスバザール
- VGCM (CLA) - クミッラ空港 - クミッラ
- VGEG (CGP) - シャーアマーナト国際空港 - チッタゴン
- VGHS (DAC) - シャージャラル国際空港 - ダッカ
- VGIS (IRD) - イッシュワーディ空港（英語版） - イッシュワーディ（英語版）
- VGJR (JSR) - ジョソール空港（英語版） - ジョソール
- VGSH (ZHM) - ショムシャーナガー空港（英語版） - ショムシャーナガー（英語版）
- VGSY (ZYL) - オスマニ国際空港（英語版） - シレット
- VGTJ (DAC - prior to 1981) - テジガオン空港（英語版） - テジガオン（英語版）

## VH - 香港
カテゴリと一覧も参照
- VHHH (HKG) - 香港国際空港 - 赤鱲角
- VHSK - 石崗飛行場 - 石崗（英語版）
- VHSS (HHP) - マカオ・フェリー・ターミナル - 上環

## VL - ラオス
カテゴリと一覧も参照
- VLAO (LVT) - ワットタイ国際空港 - ヴィエンチャン
- VLAP (AOU) - Attopeu Airport - Attopeu（英語版）
- VLBK (BOR) - ボケオ国際空港 - トンプーン郡（英語版）
- VLHS (OUI/HOE) - Ban Huoeisay Airport（英語版） - Ban Hat Tai
- VLKG (KOG) - コーン空港 - コーン島
- VLLB (LPQ) - ルアンパバーン国際空港 - ルアンパバーン郡
- VLLN (LXG) - ルアンナムター空港（英語版） - ルアンナムター郡
- VLOS (ODY) - Oudomsay Airport（英語版） - サイ郡
- VLPS (PKZ) - パークセー国際空港 - パークセー郡
- VLSB (ZBY) - Sayaboury Airport（英語版） - Sayaboury（英語版）
- VLSK (ZVK) - サワンナケート空港 - カイソーン・ポムウィハーン郡
- VLSN (NEU) - Sam Neua Airport - Sam Neua（英語版）
- VLSV (VNA) - Saravane Airport - Salavan (city)（英語版）
- VLTK (THK) - ターケーク空港 - ターケーク郡
- VLVT (VTE) - ワットタイ国際空港 - ヴィエンチャン
- VLXK (XKH) - Xieng Khouang Airport（英語版） - Xiangkhoang Plateau（英語版）

## VM - マカオ
カテゴリと一覧も参照
- VMMC (MFM) - マカオ国際空港 - タイパ島

## VN - ネパール
カテゴリと一覧も参照
- VNBG (BJH) - バジャーン空港（英語版） - バジャーン
- VNBJ (BHP) - ボジプル空港（英語版） - ボジプル（英語版）
- VNBL (BGL) - バグルン空港 - バグルン（英語版）
- VNBP (BHR) - バラトプル空港（英語版） - バラトプル
- VNBR (BJU) - バージュラ空港（英語版） - バージュラ
- VNBT (BIT) - バイタディ空港 - バイタディ（英語版）
- VNBW (BWA) - ゴータマ・ブッダ空港（英語版） - シッダルタナガル（英語版）
- VNDP (DOP) - ドルパ空港（英語版） - ドルパ
- VNJL (JUM) - ジュムラ空港（英語版） - ジュムラ（英語版）
- VNKT (KTM) - トリブバン国際空港 - カトマンズ
- VNLD (LDN) - ラミダンダ空港（英語版） - ラミダンダ（英語版）
- VNLK (LUA) - テンジン・ヒラリー空港 - ルクラ
- VNLT (LTG) - ランタン空港 - ランタン谷
- VNMA (NGX) - マナン空港（英語版） - マナン（英語版）
- VNMG (MEY) - メガウリ空港（英語版） - メガウリ（英語版）
- VNMN (XMG) - マヘンドラナガール空港（英語版） - マヘンドラナガル
- VNNG (KEP) - ネパールガンジ空港 - ネパールガンジ（英語版）
- VNPK (PKR) - ポカラ空港 - ポカラ
- VNPL (PPL) - ファプル空港（英語版） - ファプル（英語版）
- VNPR (n/a) - ポカラ国際空港 - ポカラ
- VNRB (RJB) - ラジビラージ空港 - ラジビラージ（英語版）
- VNRC (RHP) - ラメチャープ空港（英語版） - マンサリ（英語版）
- VNRK (RUK) - ルクムコート空港（英語版） - ルクムコート（英語版）
- VNRP (RPA) - ロルパ空港 - ロルパ郡
- VNRT (RUM) - ラムジャター空港（英語版） - ラムジャター（英語版）
- VNSB (SYH) - シャンボチェ空港（英語版） - シャンボチェ（英語版）
- VNSK (SKH) - スルケート空港（英語版） - ビレンドラナガル
- VNSR (FEB) - サンファバガー空港（英語版） - サンファバガー（英語版）
- VNST (IMK) - シミコット空港（英語版） - シミコット（英語版）
- VNT1 (TAL) - タルチャ空港（英語版） - ララ国立公園（英語版）
- VNTH (TMK) - タムカルカ空港（英語版） - コータン・バザール（英語版）
- VNTJ (TPJ) - タプレジュン空港 - タプレジュン郡
- VNTP (TPU) - ティカプル空港（英語版） - ティカプル（英語版）
- VNTR (TMI) - ツムリンタール空港（英語版） - ツムリンタール（英語版）
- VNVT (BIR) - ビラートナガル空港（英語版） - ビラートナガル

## VQ - ブータン
カテゴリと一覧も参照
- VQBT (BUT) - バトパラタン空港（英語版） - ジャカル（英語版）, ブムタン県
- VQPR (PBH) - パロ空港 - パロ
- VQTU (QJC) - ティンプー空港 - ティンプー

## VR - モルディブ
カテゴリと一覧も参照
- VRMG (GAN) - ガン国際空港 - ガン（英語版）, アッドゥ環礁
- VRMH (HAQ) - ハニマアッドホー国際空港（英語版） - ハニマアッドホー（英語版）, ハー・ダール環礁（英語版）
- VRMK (KDO) - カドゥー空港（英語版） - カドゥー島（英語版）, ラーム環礁（英語版）
- VRMM (MLE) - イブラヒム・ナシル国際空港 - フルレ島, カーフ環礁（英語版）
- VRMR (FVM) - フヴァンムラ空港（英語版） - フヴァンムラ（英語版）, ニヤヴィヤニ環礁（英語版）
- VRMT (KDM) - カアーデドゥー空港（英語版） - カアーデドゥー, ガーフ・ダール環礁（英語版）

## VT - タイ王国
カテゴリと一覧も参照
- VTBC - チャンタブリー飛行場 （軍用） - チャンタブリー県
- VTBD (DMK) - ドンムアン空港 （旧バンコク国際空港） - バンコク
- VTBF (PYX) - Pattaya Airpark - ラヨーン県（パッタヤー）
- VTBG - カーンチャナブリー空港 - カーンチャナブリー県
- VTBL (KKM) - Khok Kathiam Air Force Base - ロッブリー県
- VTBN - プラーンブリー空港 - プラチュワップキーリーカン県
- VTBO (TDX) - トラート空港 - トラート県
- VTBP - Prachuap Khiri Khan Military Airport - プラチュワップキーリーカン県
- VTBS (BKK) - スワンナプーム国際空港 （新バンコク国際空港） - サムットプラーカーン県
- VTB? (QHI) - サッタヒープ空港 - チョンブリー県
- VTBT - Bang Phra Airport - チョンブリー県
- VTBU (UTP) - ウタパオ国際空港 - ラヨーン県（パッタヤー近郊）
- VTBW - Watthana Nakhon Airport - プラーチーンブリー県
- VTCC (CNX) - チェンマイ国際空港 - チエンマイ県
- VTCH (HGN) - メーホンソーン空港 -  メーホンソーン県
- VTCL (LPT) - ラムパーン空港 - ラムパーン県
- VTCM - Ban Thi Airport - チエンマイ県
- VTCN (NNT) - ナーンナコーン空港 - ナーン県
- VTCO - ラムプーン空港（英語版） - ラムプーン県
- VTCP (PRH) - プレー空港 - プレー県
- VTCR - Old Chiang Rai Airport（英語版） - チエンラーイ県
- VTCS - Mae Sariang Airport - Mae Sariang
- VTCT (CEI) - チェンライ国際空港 - チエンラーイ県
- VTPB (PHY) - ペッチャブーン空港（英語版） - ペッチャブーン県
- VTPH (HHQ) - フワヒン空港 - プラチュワップキーリーカン県（フワヒン郡）
- VTPI (TKH) - タークリー空軍基地（英語版） -  ナコーンサワン県
- VTPL - ロムサック空港 - ペッチャブーン県
- VTPM (MAQ) - メーソート空港 - ターク県
- VTPO (THS) - スコータイ空港 -  スコータイ県
- VTPP (PHS) - ピッサヌローク空港 - ピッサヌローク県
- VTPR - ポーターラーム空港 - ラーチャブリー県
- VTPT (TKT) - ターク空港（英語版） - ターク県
- VTPU (UTR) - ウッタラディット空港 - ウッタラディット県
- VTPY - Phumipol Dam Airport - Phumipol Dam / Khuan Phumiphon
- VTSB (URT) - スラートターニー空港 - スラートターニー県
- VTSC (NAW) - ナラーティワート空港 - ナラーティワート県
- VTSE (CJM) - チュムポーン空港 - チュムポーン県
- VTSF (NST) - ナコーンシータンマラート空港 - ナコーンシータンマラート県
- VTSG (KBV) - クラビー空港 - クラビー県
- VTSH (SGZ) - ソンクラー空港 - ソンクラー県
- VTSK (PAN) - パッターニー空港（英語版） - パッターニー県
- VTSM (USM) - サムイ空港 - スラートターニー県（サムイ島）
- VTSN - Cha Eian Airport（英語版） - ナコーンシータンマラート県
- VTSP (HKT) - プーケット国際空港 - プーケット県
- VTSR (UNN) - ラノーン空港 - ラノーン県
- VTSS (HDY) - ハートヤイ国際空港 - ソンクラー県
- VTST (TST) - トラン空港 - トラン県
- VTUD (UTH) - ウドーンターニー国際空港 - ウドーンターニー県
- VTUI (SNO) - サコンナコーン空港 - サコンナコーン県
- VTUJ (PXR) - スリン空港（英語版） - スリン県
- VTUK (KKC) - コーンケン空港 - コーンケン県
- VTUL (LOE) - ルーイ空港 - ルーイ県
- VTUN - コーラート空軍基地（英語版） - ナコーンラーチャシーマー県
- VTUO (BFV) - ブリーラム空港 - ブリーラム県
- VTUQ (NAK) - ナコーンラーチャシーマー空港 - ナコーンラーチャシーマー県
- VTUR - Rob Muang Airport - ローイエット県
- VTUU (UBP) - ウボンラーチャターニー空港 - ウボンラーチャターニー県
- VTUV (ROI) - ローイエット空港 - ローイエット県
- VTUW (KOP) - ナコーンパノム空港 - ナコーンパノム県

## VV - ベトナム
カテゴリと一覧も参照
- VVBM (BMV) - バンメトート空港 - バンメトート
- VVCI (HPH) - カットビ国際空港 - ハイフォン
- VVCL - カム・リー空港（英語版） - ダラット
- VVCM (CAH) - カマウ空港 - カマウ
- VVCR (CXR) - カムラン国際空港 - ニャチャン
- VVCS (VCS) - コンダオ空港（英語版） - コンダオ
- VVCT (VCA) - カントー国際空港 - カントー
- VVDB (DIN) - ディエンビエンフー空港（英語版） - ディエンビエンフー
- VVDH (VDH) - ドンホイ空港 - ドンホイ
- VVDL (DLI) - リエンクオン国際空港 - ダラット
- VVDN (DAD) - ダナン国際空港 - ダナン
- VVGL - ザーラム空港 - ハノイ
- VVNB (HAN) - ノイバイ国際空港 - ハノイ
- VVNS (SQH) - ナーサン空港 - ソンラ
- VVNT (NHA) - ニャチャン空軍基地（英語版） - ニャチャン
- VVPB (HUI) - フバイ国際空港 - フエ
- VVPC (UIH) - フーカット空港 - クイニョン
- VVPK (PXU) - プレイク空港 - プレイク
- VVPQ (PQC) - フーコック国際空港 - フーコック島
- VVRG (VKG) - ラックザー空港（英語版） - ラックザー
- VVTH (TBB) - ドンタック空港（英語版） - トゥイホア
- VVTS (SGN) - タンソンニャット国際空港 - ホーチミン市
- VVTX (THD) - トースアン空港 - タインホア
- VVVH (VII) - ヴィン国際空港 - ヴィン
- VVVT (VVT) - ブンタウ空港（英語版）  -  ブンタウ

## VY - ミャンマー
カテゴリと一覧も参照
- VYAS       - アニサカン空港 - アニサカン
- VYBG (NYU) - ニャウンウー空港（英語版） - バガン
- VYBM (BMO) - バモー空港 - バモー
- VYCI       - ココ島空港（英語版） - ココ諸島（英語版）
- VYCZ       - マンダレー・チャンミャタジー空港（英語版） - マンダレー
- VYDW (TVY) - ダウェイ空港 - ダウェイ
- VYEL       - ネピドー国際空港 - ネピドー
- VYGG (GAW) - ガンゴー空港 - ガンゴー（英語版）
- VYGW (GWA) - グワ空港 - グワ（英語版）
- VYHB       - フモウビー空軍基地 - フモウビー（英語版）
- VYHH (HEH) - ヘホ空港（英語版） - ヘホ（英語版）
- VYHL (HOX) - ホマリン空港 - ホマリン（英語版）
- VYHN (TIO) - ティリン空港 - ティリン（英語版）
- VYKG (KET) - チャイントン空港（英語版） - チャイントン
- VYKI (KHM) - カムティ空港（英語版） - カムティ（英語版）
- VYKL (KMV) - カレーミョ空港（英語版） - カレーミョ（英語版）
- VYKP (KYP) - チャウピュ空港 - チャウピュー
- VYKT (KAW) - コータウン空港（英語版） - コータウン（英語版）
- VYKU (KYT) - カイオークトゥ空港 - カイオークトゥ（英語版）
- VYLK (LIW) - ロイコー空港（英語版） - ロイコー
- VYLS (LSH) - ラーショー空港（英語版） - ラーショー
- VYLY       - ランユワ空港 - ランユワ（英語版）
- VYMD (MDL) - マンダレー国際空港 - マンダレー
- VYME (MGZ) - ミェイク空港 - ミェイク
- VYMK (MYT) - ミッチーナー空港（英語版） - ミッチーナー
- VYML       - メイッティーラ空港 (軍用) - メイッティーラ
- VYMM (MNU) - モーラミャイン空港（英語版） - モーラミャイン
- VYMN (MGU) - マナウン空港 - マナウン（英語版）
- VYMO (MOE) - モメイク空港 - モメイク（英語版）
- VYMS (MOG) - モンサット空港（英語版） - モンサット（英語版）
- VYMT (MGK) - モントン空港 - モントン（英語版）
- VYMW (MWQ) - マグウェ空港（英語版） - マグウェ
- VYMY       - モンユワ空港 - モンユワ
- VYNP       - ナムポン空軍基地（英語版） (軍用) - ミッチーナー
- VYNS (NMS) - ナムサン空港 - ナムサン（英語版）
- VYNT (NYT) - ネピドー国際空港 - ネピドー
- VYPA (PAA) - パアン空港（英語版） - パアン
- VYPK (PAU) - パウ空港（英語版） - パウ（英語版）
- VYPN (BSX) - パテイン空港（英語版） - パテイン
- VYPP (PPU) - パープン空港 - パープン（英語版）
- VYPT (PBU) - プータオ空港（英語版） - プータオ（英語版）
- VYPU (PKK) - パコックー空港（英語版） - パコック
- VYPY (PRU) - ピイ空港 - ピイ
- VYST       - シャンテ空軍基地 (軍用) - メイッティーラ
- VYSW (AKY) - シットウェ空港（英語版） - シットウェ
- VYTD (SNW) - サンドウェー空港（英語版） - サンドウェ
- VYTL (THL) - タチレク空港（英語版） - タチレク
- VYYE (XYE) - イェー空港 - イェー
- VYYY (RGN) - ヤンゴン国際空港 - ヤンゴン